# Coalición Patriótica para la Democracia
La Coalición Patriótica para la Democracia (en inglés: Patriotic Coalition for Democracy) abreviado como PCD fue una alianza política de Guyana establecida por cinco partidos políticos con el objetivo de unificar a la totalidad de la oposición al gobierno autoritario y fraudulento del Congreso Nacional del Pueblo (PNC) y su entonces líder Desmond Hoyte, pocos después de las elecciones generales de 1985, últimas bajo el régimen del PNC.
Esencialmente era liderada por Cheddi Jagan, presidente del Partido Progresista del Pueblo (PPP), e integrada, aparte del PPP, por la Alianza del Pueblo Trabajador (WPA), el Movimiento Laborista Democrático (DLM), el Movimiento Democrático Popular (PDM), y el Frente Democrático Nacional (NDF). El único partido importante de la oposición que no formó parte de la PCD fue La Fuerza Unida (TUF), de carácter conservador. La presión ejercida por la PCD, en conjunto con el apoyo que recibió de la comunidad internacional, condujeron a las elecciones libres de 1992, en las que el PPP obtuvo un amplio triunfo. Después de los comicios, los partidos que obtuvieron escaños aparte del PPP y el PNC cooperaron con el primero para que este obtuviera la mayor cantidad de gobiernos regionales posibles, así como garantizar la permanencia de Jagan y su gabinete en el poder, a pesar de no haber logrado la mayoría legislativa propia, en lo que se denominó «poder compartido».